# Pseudotylosurus microps
Con las denominaciones populares de pez lápiz, pez aguja,  agujón o aguja de río (Pseudotylosurus microps) se conoce a una de las dos especies que componen el género de peces de agua dulce Pseudotylosurus.
Habita en ríos, arroyos y lagunas de aguas subtropicales y tropicales de la mitad norte de América del Sur. Presenta un característico cuerpo alargado y una boca en forma de afilado pico, características comunes a los miembros de la familia de los belónidos, a la cual pertenece. Posee un largo total de unos 40 cm. 

## Taxonomía
Esta especie fue descrita originalmente en el año 1866 por el zoólogo británico, nacido en Alemania, Albrecht Carl Ludwig Gotthilf Günther, bajo el nombre científico de Belone microps.

## Distribución geográfica
Esta especie se distribuye en los drenajes atlánticos de las Guayanas, y en las cuencas del Amazonas y del Orinoco, por Venezuela, Perú y Brasil, con un registro posiblemente erróneo del nordeste de la Argentina (cuenca del Plata).